# Danu Montes
I Danu Montes sono una struttura geologica della superficie di Venere.